# Copa Pilsener de fútbol playa 2014
La Copa Pilsener de Fútbol Playa 2014 fue la tercera edición del torneo patrocinado por Beach Soccer Worldwide (BSWW) que se desarrolló del 11 al 13 de abril en San Salvador, El Salvador. Los equipos participantes fueron las selecciones nacionales de El Salvador, Brasil, Inglaterra y Suiza. La selección de Brasil resultó campeona tras derrotar a sus tres rivales.

## Solicitud paraPremundial 2015yMundial 2017[3]
Con la realización de este evento la FESFUT envió la solicitud para albergar el Premundial de Fútbol Playa de la CONCACAF rumbo a Portugal 2015; ante esta solicitud las autoridades le manifestaron interés en enviar una segunda solicitud a la FIFA para poder albergar la Copa Mundial de Fútbol Playa FIFA 2017 la cual fue enviada el día que inició el torneo.

La Sede para el Premundial fue aprobada pero en la elección de la sede para el Mundial 2017 se realio en diciembre del 2014 y fue negada, siendo Bahamas la elegida. 

## Equipos participantes
| Equipos participantes | Equipos participantes | Equipos participantes | Equipos participantes |
| --------------------- | --------------------- | --------------------- | --------------------- |
| Brasil                | El Salvador           | Inglaterra            | Suiza                 |

## Sistema de competencia
El torneo se llevó a cabo bajo el sistema de todos contra todos; todos los participantes del torneo se enfrentaron entre ellos en una oportunidad. 

El ganador fue el que al final de haber jugado los tres partidos correspondientes logró mayor número de puntos

## Posiciones
| Equipo      | Pts | PJ | PG | PG+ | PP | GF | GC | Dif |
| ----------- | --- | -- | -- | --- | -- | -- | -- | --- |
| Brasil      | 9   | 3  | 3  | 0   | 0  | 24 | 7  | +17 |
| Suiza       | 6   | 3  | 2  | 0   | 1  | 14 | 15 | -1  |
| El Salvador | 3   | 3  | 1  | 0   | 2  | 13 | 14 | -1  |
| Inglaterra  | 0   | 3  | 0  | 0   | 3  | 5  | 20 | -15 |

## Calendario y resultados
| 11 de enero | Brasil                                   | 7:3     | Suiza                  |  |  |
|             | bejamin jr(3),mauricinho(2),catarino(2), | Reporte | stankovic,schirinzi,mo |  |  |

| 11 de enero | Inglaterra | 1:5     | El Salvador                |  |  |
|             | clarke     | Reporte | ruiz(3),velasquez,portillo |  |  |

| 12 de enero | Brasil | 11-1 | Inglaterra |  |  |
|             |        |      | evans      |  |  |

| 12 de enero | El Salvador               | 5-7 | Suiza                             |  |  |
|             | velasquez(3),ruiz,abraham |     | stankovic(3),ott(3),spaccarotella |  |  |

| 13 de enero | Suiza              | 4:3 | Inglaterra    |  |  |
|             | ott(2),meier,misev |     | evans(2),webb |  |  |

| 13 de enero | El Salvador            | 3:6 | Brasil                                |  |  |
|             | abraham,ruiz,velasquez |     | mauricinho(2),rodrigo(2),gama,bokinha |  |  |

## Goleadores
| Jugador           | Goles |
| ----------------- | ----- |
| Mauricinho        | 6     |
| José Agustín Ruiz | 6     |
| Frank Velasquez   | 6     |